# Moorada ibadensis
Moorada ibadensis är en insektsart som beskrevs av Ghauri 1975. Moorada ibadensis ingår i släktet Moorada och familjen dvärgstritar. Inga underarter finns listade i Catalogue of Life.